# Hans Peter Günther
Hans Peter Günther (* 16. Mai 1941 in Plau (Mecklenburg); † 8. September 2015 in Greifswald) war ein deutscher Kirchenmusiker.

## Leben
Günther wuchs in Halberstadt auf. Er studierte Kirchenmusik an der Martin-Luther-Universität Halle-Wittenberg. Das Fach Blasen wurde während seiner Studienzeit eingeführt. Nach dem Studium ging er 1964 als Organist nach Jarmen in die damalige Greifswalder Landeskirche. Die spätere Pommersche Evangelische Kirche fand 1965 in ihm den Landessing- und Landesposaunenwart. Großveranstaltungen bereicherte er mit besonderen Einfällen. Seine Rüstzeiten für die Jungbläser in Jarmen und Stralsund und für die Fortgeschrittenen  auf Hiddensee fanden großen Zuspruch. 1968 begründete er auf dem Zingsthof eine Jugendsingwoche. Aus ihr ging der Zingster Singkreis hervor, der noch heute besteht. Eine besondere Initiative war 1976 die Weihnachtliche Bläsermusik im Kerzenschein im Dom St. Nikolai (Greifswald). Sie entwickelte sich zu einem jährlichen Posaunenfest mit ständig wachsender Teilnehmerzahl. Seine Chorfeste vereinten die Chortreffen und Posaunentage. Das Chorfest 2004 in der Fertigungshalle der Volkswerft Stralsund eröffneten tausend Instrumentalisten und Chormitglieder mit Haydns Schöpfung. Auf einer Reise nach Sankt Petersburg, Nowgorod und Moskau initiierte er im Mai 2001 mit sechs Bläsern aus Pommern an der Sankt-Petri-Kirche (Sankt Petersburg) den ersten Posaunenchor in Russland. Beim Zusammenschluss der Posaunenwerke Pommern und Mecklenburg setzte er sich für die weitere Förderung des Posaunenchors  ein. Zum 60. Geburtstag (gleich nach der Russlandreise) ehrte man ihn in St. Nikolai mit Großchören, Kammermusik und Jagdhornblasen. Die 60 Stücke waren von Johannes Kuhlo oder standen mit ihm in Zusammenhang.
In Anerkennung seiner Verdienste um die Singe- und Posaunenarbeit verlieh ihm die Pommersche Evangelische Kirche 2001 den Titel Kirchenmusikdirektor. 2006 trat er in den Ruhestand. Nach langer schwerer Krankheit starb er mit 74 Jahren. Sein Nachfolger als Landesposaunenwart wurde Martin Huss.

## Werke
Günther komponierte Fanfaren, Choralsätze und mehrchörige Werke. Bekannt sind seine Bearbeitung des In dulci jubilo von Michael Praetorius und seine Greifswalder Weihnachtsfanfare.